# Ixion
För himlakroppen, se 28978 Ixion.
Ixion är i grekisk mytologi en av dem som är straffade till evigt lidande i Hades, efter att han i sitt jordeliv hade slängt ner sin svärfar i en grop med glödande kol. Anledningen till detta illdåd påstås vara att Ixion ville slippa betala den brudgåva han lovat sin brud. Folket vredgades över detta illdåd, men Zeus hyste förbarmande med Ixion och tog därför upp honom till Olympen. Väl där började Ixion att göra försök att förföra Zeus fru Hera. Ixion stämde träff med henne, men Zeus fick reda på detta och ordnade istället så att ett moln i skepnaden av Hera gick för att möta Ixion. När Ixion kom till platsen lät han sig luras och vad dessa senare gjorde skapade bland annat kentaurerna, hästfolket i grekisk mytologi. Zeus, som lurade i närheten, gick efter akten in och mördade Ixion. Efter detta beordrades Hermes att kedja fast Ixion vid ett hjul och därefter föra honom ner till Hades. Där kedjades Ixion fast på ett evigt snurrande hjul.